# Chausson aux pommes
Pour les articles homonymes, voir Chausson (homonymie).
Le chausson aux pommes est une viennoiserie à base de pâte feuilletée de forme semi-circulaire ou triangulaire contenant le même type de garniture que la tarte aux pommes.
À Saint-Calais (Sarthe), où il aurait été créé en 1630 à la suite d'une épidémie, a lieu tous les ans en septembre la fête du chausson.
En Belgique, le chausson est fait non pas avec de la pâte feuilletée mais avec de la pâte à tarte et est appelé « gosette aux pommes ».
En France, en 1873 à Lemud (Moselle), les chaussons étaient de la taille d'une demi-tarte (pâte à tarte repliée en deux) et s'appelaient « conn-ché ».